# Códigos dos países (H–I)
- A
- B
- C
- D–E
- F
- G
- H–I
- J–K
- L
- M
- N
- O–Q
- R
- S
- T
- U–Z

## Haiti
| ISO 3166-1 numérico 332         | ISO 3166-1 alfa-3 HTI    | ISO 3166-1 alfa-2 HT              | ICAO cod aeroporto prefixo(s) MT         |
| E.164 cód tel(s) +509           | COI cód país —           | TLD cod país .ht                  | ICAO aeronave regis. prefixo(s) —        |
| E.212 Mobile código país(s) 372 | OTAN Cód três-letras —   | OTAN Cód duas-letras (obsoleto) — | LOC MARC código(s) HT                    |
| ITU Marítima ID (s) —           | ITU código de letras HTI | FIPS código de país(es) HA        | Licença código chapa RH                  |
| GS1 GTIN prefixo(s) —           | UNDP códigos de país HAI | WMO códigos de país HA            | ITU prefixos indicativo 4VA-4VZ, HHA-HHZ |

## Ilha Heard e Ilhas McDonald
| ISO 3166-1 numérico 334         | ISO 3166-1 alfa-3 HMD    | ISO 3166-1 alfa-2 HM              | ICAO cod aeroporto prefixo(s) —   |
| E.164 cód tel(s) +672           | COI cód país —           | TLD cod país .hm                  | ICAO aeronave regis. prefixo(s) — |
| E.212 Mobile código país(s) 505 | OTAN Cód três-letras —   | OTAN Cód duas-letras (obsoleto) — | LOC MARC código(s) HM             |
| ITU Marítima ID (s) —           | ITU código de letras HMD | FIPS código de país(es) HM        | Licença código chapa —            |
| GS1 GTIN prefixo(s) —           | UNDP códigos de país —   | WMO códigos de país —             | ITU prefixos indicativo —         |

## Honduras
| ISO 3166-1 numérico 340         | ISO 3166-1 alfa-3 HND    | ISO 3166-1 alfa-2 HN              | ICAO cod aeroporto prefixo(s) MH     |
| E.164 cód tel(s) +504           | COI cód país —           | TLD cod país .hn                  | ICAO aeronave regis. prefixo(s) —    |
| E.212 Mobile código país(s) 708 | OTAN Cód três-letras —   | OTAN Cód duas-letras (obsoleto) — | LOC MARC código(s) HO                |
| ITU Marítima ID (s) —           | ITU código de letras HND | FIPS código de país(es) HO        | Licença código chapa HN (unofficial) |
| GS1 GTIN prefixo(s) 742         | UNDP códigos de país HON | WMO códigos de país HO            | ITU prefixos indicativo HQA-HRZ      |

## Hong Kong
| ISO 3166-1 numérico 344         | ISO 3166-1 alfa-3 HKG    | ISO 3166-1 alfa-2 HK              | ICAO cod aeroporto prefixo(s) VH              |
| E.164 cód tel(s) +852           | COI cód país —           | TLD cod país .hk                  | ICAO aeronave regis. prefixo(s) —             |
| E.212 Mobile código país(s) 454 | OTAN Cód três-letras —   | OTAN Cód duas-letras (obsoleto) — | LOC MARC código(s) HK                         |
| ITU Marítima ID (s) —           | ITU código de letras HKG | FIPS código de país(es) HK        | Licença código chapa HK (officially obsolete) |
| GS1 GTIN prefixo(s) 489         | UNDP códigos de país HOK | WMO códigos de país HK            | ITU prefixos indicativo VRA-VRZ               |

## Hungria
| ISO 3166-1 numérico 348         | ISO 3166-1 alfa-3 HUN    | ISO 3166-1 alfa-2 HU              | ICAO cod aeroporto prefixo(s) LH  |
| E.164 cód tel(s) +36            | COI cód país —           | TLD cod país .hu                  | ICAO aeronave regis. prefixo(s) — |
| E.212 Mobile código país(s) 216 | OTAN Cód três-letras —   | OTAN Cód duas-letras (obsoleto) — | LOC MARC código(s) HU             |
| ITU Marítima ID (s) —           | ITU código de letras HNG | FIPS código de país(es) HU        | Licença código chapa H            |
| GS1 GTIN prefixo(s) 599         | UNDP códigos de país HUN | WMO códigos de país HU            | ITU prefixos indicativo HAA-HGZ   |

## Islândia
| ISO 3166-1 numérico 352         | ISO 3166-1 alfa-3 ISL    | ISO 3166-1 alfa-2 IS              | ICAO cod aeroporto prefixo(s) BI  |
| E.164 cód tel(s) +354           | COI cód país —           | TLD cod país .is                  | ICAO aeronave regis. prefixo(s) — |
| E.212 Mobile código país(s) 274 | OTAN Cód três-letras —   | OTAN Cód duas-letras (obsoleto) — | LOC MARC código(s) IC             |
| ITU Marítima ID (s) —           | ITU código de letras ISL | FIPS código de país(es) IC        | Licença código chapa IS           |
| GS1 GTIN prefixo(s) 569         | UNDP códigos de país ICE | WMO códigos de país IL            | ITU prefixos indicativo TFA-TFZ   |

## Índia
| ISO 3166-1 numérico 356         | ISO 3166-1 alfa-3 IND    | ISO 3166-1 alfa-2 IN              | ICAO cod aeroporto prefixo(s) VA, VE, VI, VO    |
| E.164 cód tel(s) +91            | COI cód país —           | TLD cod país .in                  | ICAO aeronave regis. prefixo(s) —               |
| E.212 Mobile código país(s) 404 | OTAN Cód três-letras —   | OTAN Cód duas-letras (obsoleto) — | LOC MARC código(s) II                           |
| ITU Marítima ID (s) —           | ITU código de letras IND | FIPS código de país(es) IN        | Licença código chapa IND                        |
| GS1 GTIN prefixo(s) 890         | UNDP códigos de país IND | WMO códigos de país IN            | ITU prefixos indicativo 8TA-8YZ,ATA-AWZ,VTA-VWZ |

## Indonésia
| ISO 3166-1 numérico 360         | ISO 3166-1 alfa-3 IDN    | ISO 3166-1 alfa-2 ID              | ICAO cod aeroporto prefixo(s) WA, WI                                |
| E.164 cód tel(s) +62            | COI cód país —           | TLD cod país .id                  | ICAO aeronave regis. prefixo(s) —                                   |
| E.212 Mobile código país(s) 510 | OTAN Cód três-letras —   | OTAN Cód duas-letras (obsoleto) — | LOC MARC código(s) IO                                               |
| ITU Marítima ID (s) —           | ITU código de letras INS | FIPS código de país(es) ID        | Licença código chapa RI                                             |
| GS1 GTIN prefixo(s) 899         | UNDP códigos de país INS | WMO códigos de país ID            | ITU prefixos indicativo 7AA-7IZ, 8AA-8IZ, JZA-JZZ, PKA-POZ, YBA-YHZ |

## Irão
| ISO 3166-1 numérico 364         | ISO 3166-1 alfa-3 IRN    | ISO 3166-1 alfa-2 IR              | ICAO cod aeroporto prefixo(s) OI         |
| E.164 cód tel(s) +98            | COI cód país —           | TLD cod país .ir                  | ICAO aeronave regis. prefixo(s) —        |
| E.212 Mobile código país(s) 432 | OTAN Cód três-letras —   | OTAN Cód duas-letras (obsoleto) — | LOC MARC código(s) IR                    |
| ITU Marítima ID (s) —           | ITU código de letras IRN | FIPS código de país(es) IR        | Licença código chapa IR                  |
| GS1 GTIN prefixo(s) 626         | UNDP códigos de país IRA | WMO códigos de país IR            | ITU prefixos indicativo 9BA-9DZ, EPA-EQZ |

## Iraque
| ISO 3166-1 numérico 368         | ISO 3166-1 alfa-3 IRQ    | ISO 3166-1 alfa-2 IQ              | ICAO cod aeroporto prefixo(s) OR         |
| E.164 cód tel(s) +964           | COI cód país —           | TLD cod país .iq                  | ICAO aeronave regis. prefixo(s) —        |
| E.212 Mobile código país(s) 418 | OTAN Cód três-letras —   | OTAN Cód duas-letras (obsoleto) — | LOC MARC código(s) IQ                    |
| ITU Marítima ID (s) —           | ITU código de letras IRQ | FIPS código de país(es) IZ        | Licença código chapa IRQ                 |
| GS1 GTIN prefixo(s) —           | UNDP códigos de país IRQ | WMO códigos de país IQ            | ITU prefixos indicativo HNA-HNZ, YIA-YIZ |

## Irlanda
| ISO 3166-1 numérico 372         | ISO 3166-1 alfa-3 IRL    | ISO 3166-1 alfa-2 IE              | ICAO cod aeroporto prefixo(s) EI  |
| E.164 cód tel(s) +353           | COI cód país —           | TLD cod país .ie                  | ICAO aeronave regis. prefixo(s) — |
| E.212 Mobile código país(s) 272 | OTAN Cód três-letras —   | OTAN Cód duas-letras (obsoleto) — | LOC MARC código(s) IE             |
| ITU Marítima ID (s) —           | ITU código de letras IRL | FIPS código de país(es) EI        | Licença código chapa IRL          |
| GS1 GTIN prefixo(s) 539         | UNDP códigos de país IRE | WMO códigos de país IE            | ITU prefixos indicativo EIA-EJZ   |

## Israel
| ISO 3166-1 numérico 376         | ISO 3166-1 alfa-3 ISR    | ISO 3166-1 alfa-2 IL              | ICAO cod aeroporto prefixo(s) LL         |
| E.164 cód tel(s) +972           | COI cód país —           | TLD cod país .il                  | ICAO aeronave regis. prefixo(s) —        |
| E.212 Mobile código país(s) 425 | OTAN Cód três-letras —   | OTAN Cód duas-letras (obsoleto) — | LOC MARC código(s) IS                    |
| ITU Marítima ID (s) —           | ITU código de letras ISR | FIPS código de país(es) IS        | Licença código chapa IL                  |
| GS1 GTIN prefixo(s) 729         | UNDP códigos de país ISR | WMO códigos de país IS            | ITU prefixos indicativo 4XA-4XZ, 4ZA,4ZZ |

## Itália
| ISO 3166-1 numérico 380         | ISO 3166-1 alfa-3 ITA    | ISO 3166-1 alfa-2 IT              | ICAO cod aeroporto prefixo(s) LI  |
| E.164 cód tel(s) +39            | COI cód país —           | TLD cod país .it                  | ICAO aeronave regis. prefixo(s) — |
| E.212 Mobile código país(s) 222 | OTAN Cód três-letras —   | OTAN Cód duas-letras (obsoleto) — | LOC MARC código(s) IT             |
| ITU Marítima ID (s) —           | ITU código de letras I   | FIPS código de país(es) IT        | Licença código chapa I            |
| GS1 GTIN prefixo(s) 800-839     | UNDP códigos de país ITA | WMO códigos de país IY            | ITU prefixos indicativo IAA-IZZ   |

## Costa do Marfim
| ISO 3166-1 numérico 384         | ISO 3166-1 alfa-3 CIV    | ISO 3166-1 alfa-2 CI              | ICAO cod aeroporto prefixo(s) DI  |
| E.164 cód tel(s) +225           | COI cód país —           | TLD cod país .ci                  | ICAO aeronave regis. prefixo(s) — |
| E.212 Mobile código país(s) 612 | OTAN Cód três-letras —   | OTAN Cód duas-letras (obsoleto) — | LOC MARC código(s) IV             |
| ITU Marítima ID (s) —           | ITU código de letras CTI | FIPS código de país(es) IV        | Licença código chapa CI           |
| GS1 GTIN prefixo(s) —           | UNDP códigos de país IVC | WMO códigos de país IV            | ITU prefixos indicativo TUA-TUZ   |